# Parafia Wniebowzięcia Najświętszej Maryi Panny w Cecenowie
Parafia Wniebowzięcia Najświętszej Maryi Panny w Cecenowie – parafia rzymskokatolicka, znajdująca się w diecezji pelplińskiej, w dekanacie Łeba. Została erygowana 2 października 1973 roku.

## Galeria

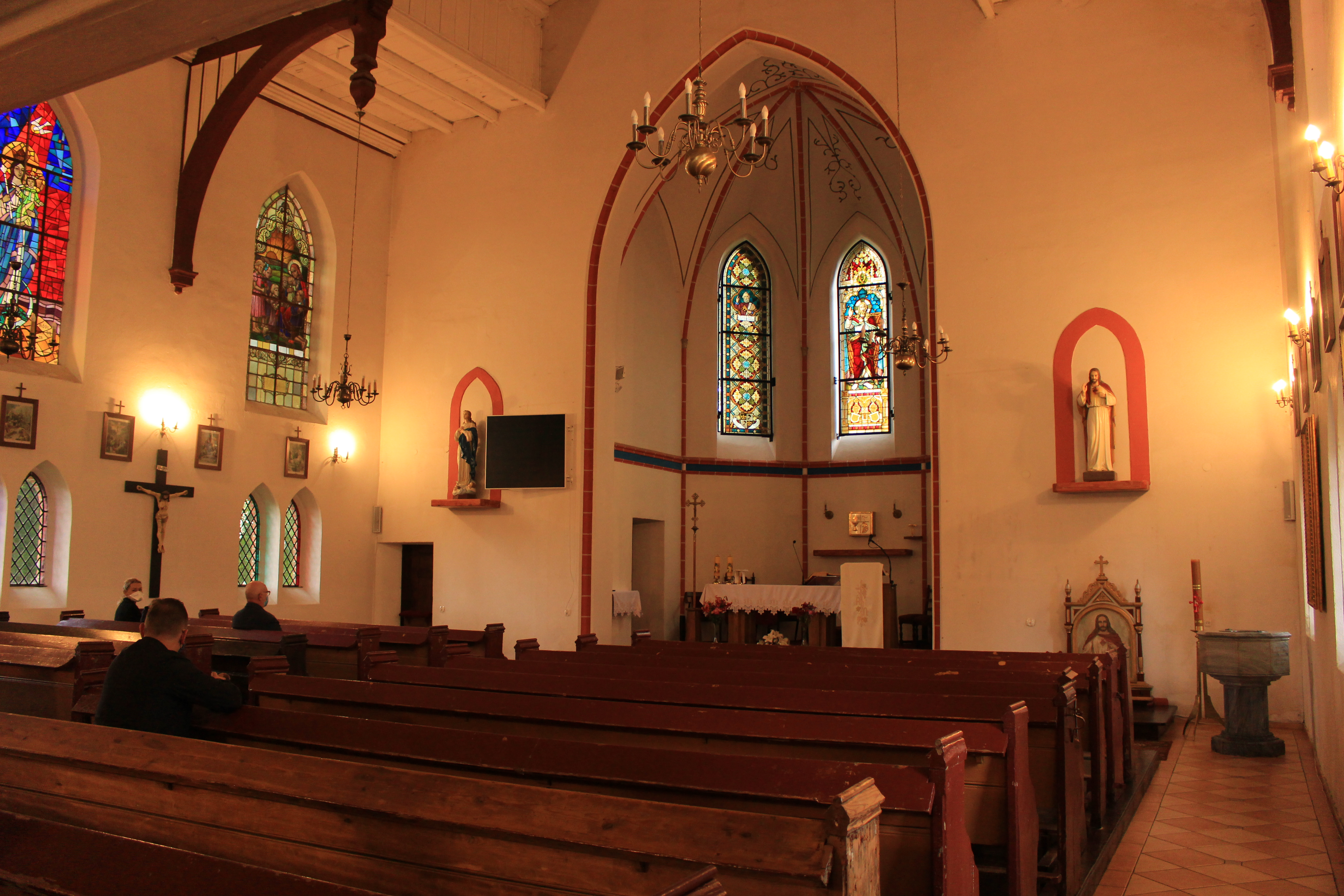
Cecenowo, wnętrze kościoła parafialnego
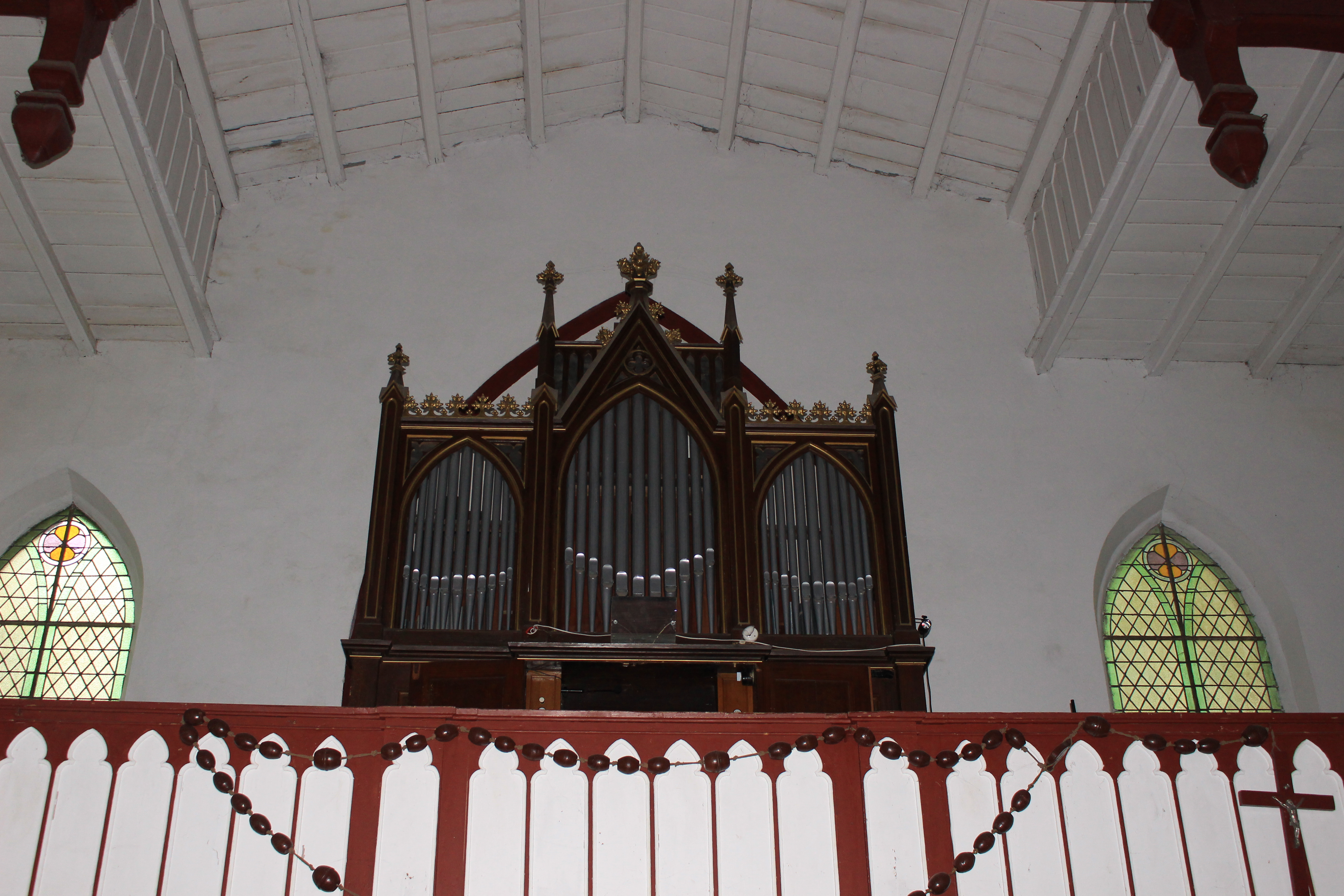
Organy zbudowane przez organmistrza Barnima Grüneberga